# Tiêu Động
Tiêu Động (蕉洞) là một xã của huyện Bình Lục, phía nam giáp với xã An Lão, phía Bắc giáp với xã La Sơn, phía tây giáp với huyện Thanh Liêm và phía đông giáp với tỉnh Nam Định. Trừ Ba Hàng và Tiêu Hạ ra thì Tiêu Động là xã thuần nông nhưng Tiêu Động đang nằm trong diện quy hoạch trở thành thị trấn trong hệ thống đô thị của tỉnh Hà Nam, với tổng diện tích đất tự nhiên là 790,84 ha trong đó diện tích đất nông nghiệp là 576,14 ha (năm 2010).
Xã gồm có các thôn:
- Thôn Đích Triều (sáp nhập giữa thôn Đích và thôn Triều từ 2019)
- Thôn Vũ Xá (武舍, Mụa),
- Thôn Đồng Xuân,
- Thôn Đỗ Khê (Đọ),
- Thôn Tiêu Viên (蕉園)
- Thôn Tiêu Thượng,
- Ngã Tư Ba hàng (không phải đơn vị hành chính cấp thôn)
- Thôn Khả Lôi;
- Thôn Tiêu Hạ.

Tên Tiêu Động xuất phát từ xa xưa do đây là một nơi trồng chuối Tiêu (một loại chuối phổ biến ở miền Bắc Việt Nam).
Tiêu Động là quê hương của tướng Trần Tử Bình, một trong những vị tướng đầu tiên của Việt Nam dân chủ cộng hòa. Ông sinh ra ở một gia đình Công Giáo thuộc thôn Tiêu Thượng, Xã Tiêu Động.